# Pál Benkő
Pál Benkő (Amiens, 14 juli 1928 – Boedapest, 26 augustus 2019) was een Hongaarse schaker. Zijn ouders waren Hongaren en gingen in 1932 terug naar Hongarije. Benkő woonde en schaakte in de Verenigde Staten.
In 1948 werd Benkő kampioen van Hongarije.
In 1952 wilde Benkő het communistische Hongarije ontvluchten. Tijdens een schaaktournooi in Oost-Berlijn probeerde hij de Amerikaanse ambassade in West-Berlijn te bereiken, maar hij werd betrapt en zat een jaar gevangen.
In 1956 werd hij derde op de Olympiade en in 1958 werd hij grootmeester FIDE. In 1962 won hij het open kampioenschap van de Verenigde Staten. Hij speelde ook mee in de kandidatentoernooien van 1959 en 1962. In 1970 plaatste hij zich voor het interzonaal toernooi, waarvan de beste spelers door zouden gaan naar het kandidatentoernooi, maar hij stond zijn plaats af aan de jonge Bobby Fischer, die vervolgens het wereldkampioenschap won. In 1973 publiceerde hij The Benko Gambit, een werk over het naar hem vernoemde Benkogambiet, en in 1989 een aantal lessen over het eindspel. Pál Benkő heeft ook een opening op zijn naam staan: 1.g3. Hij introduceerde deze opening in 1962 tijdens de kandidatenmatch op Curaçao en versloeg er Bobby Fischer en Mikhail Tal mee.
Benkő versloeg in zij carrière vier spelers die ooit wereldkampioen waren: Bobby Fischer, Mikhail Tal, Tigran Petrosian en Vassily Smyslov. Zijn totale score tegen Fischer was drie gewonnen, acht verloren en zeven remise. Nadat Fischer was gestopt, was Benkő een van de weinige schakers waar Fischer nog contact mee onderhield. Het schijnt dat ze wekelijks correspondeerden. De hoogste plaats op de wereldranglijst die Benkő bereikte was 17e. Zijn piekrating was 2687.
In 2019 kreeg hij de prijs van de organisatie van Amerikaanse schaakjournalisten.